# Mount Boreas
Mount Boreas är ett berg i Antarktis. Det ligger i Östantarktis. Nya Zeeland gör anspråk på området. Toppen på Mount Boreas är 2 400 meter över havet, eller 901 meter över den omgivande terrängen. Bredden vid basen är 3,4 km.
Terrängen runt Mount Boreas är kuperad norrut, men söderut är den bergig. Boreas ligger uppe på en höjd som går i öst-västlig riktning. Trakten är obefolkad. Det finns inga samhällen i närheten. 